# Тропопауза
Тропопауза е границата в земната атмосфера между тропосферата и стратосферата. Това е слой с термодинамичен градиент, обозначаващ края на тропосферата. Разположен е на около 17 km над екваториалните райони и на около 9 km над полярните райони.
Терминът тропопауза е въведен през 1902 г. от Леон Тейсерен дьо Бор, който установява че след определен момент, температурата на въздуха вече не се понижава с нарастване на височината, а започва да се увеличава.

## Определение
Това е точката, при която въздухът спира да става по-студен с нарастване на надморската височина и става почти напълно сух. Формално казано, тропопаузата е регионът на атмосферата, в който адиабатният градиент на температурата преминава от положителен към отрицателен.
Местоположението на тропопаузата съвпада с най-ниската точка, при която адиабатният градиент на температурата пада под определена стойност (2 °C/km или по-малко като това се запазва в продължение на 2 km в горните слоеве). Тъй като тропопаузата отговаря на средната температура на целия слой под нея, тя е най-висока над екватора, а минимална височина има над полюсите.
Възможно е тропопазуата да се определи и чрез химичния състав на въздуха. Например, ниската стратосфера има много по-голяма концентрация на озон, отколкото горната тропосфера, но много по-малко съдържание на водна пара.
При субтропиците се наблюдава разрив на тропопаузата на границата на клетките на атмосферната циркулация, които се обуславят от субтропическите струйни течения. Тези празнина отделя ниската и топла полярна тропопауза от високата и студена тропическа тропопауза. При смесването на тропически и полярни въздушни маси възникват две тропопаузи, след което горната тропопауза постепенно се разсейва.
През 1980-те години е открито, че тропопаузите са характерни и за други планети, като например: Юпитер, Сатурн, Уран и Нептун, както и за спътника на Сатурн Титан. Интересно е да се отбележи, че дори и на тези съвсем различни планети, тази невидима граница се наблюдава на едно и също ниво – там, където налягането е около 0,1 бара.

## Явления
Тропопаузата не е „твърда“ граница. Мощните гръмотевични бури, особено тези с тропичен произход, могат да стигнат чак до ниската стратосфера.
Много самолети летят в ниската стратосфера, точно над тропопаузата, където обикновено няма облаци и съответно сложни метеорологични явления.
Височината на тропопаузите се влияе и от непериодичните изменения при синоптическите процеси – тя се снижава над циклоните и студените въздушни маси и се повишава над антициклоните и топлите въздушни маси.